# Serhij Nahorny
Serhij Wiktorowycz Nahorny (ukr. Сергій Вікторович Нагорний; ur. 8 grudnia 1956 w Chmielnickim) – radziecki kajakarz (Ukrainiec). Dwukrotny medalista olimpijski z Montrealu.
W igrzyskach brał udział dwukrotnie (IO 76, IO 80). W 1976 w kajakowych dwójkach zdobył medal zarówno na dystansie 500, jak i 1000 metrów. Triumfował na 1000 metrów, był drugi na dwukrotnie krótszym dystansie. Partnerował mu Władimir Romanowski. Stawał na podium mistrzostw świata, sięgając po dwa brązowe medale (K-2 1000 m: 1977, K-4 1000 m: 1979). Był mistrzem ZSRR.